# Boeberastrum
Boeberastrum là một chi thực vật có hoa trong họ Cúc (Asteraceae).

## Loài
Chi Boeberastrum gồm các loài: